# Rocca parancsnok és a gyerekkori barát
Rocca parancsnok és a gyerekkori barát létrehozása (Il maresciallo Rocca e l'amico d'infanzia) egy 2008-as amerikai–olasz minisorozat.

## Szereposztás
| Szerepnév          | Színész(nő)           | Magyar Hang     |
| ------------------ | --------------------- | --------------- |
| Giovanni Rocca     | Gigi Proietti         | Helyey László   |
| Elisa Diveri       | Caterina Vertova      | Vándor Éva      |
| Alfio Cacciapuoti  | Sergio Fiorentini     | Szersén Gyula   |
| Gennaro Mannino    | Mattia Sbragia        | Varga T. József |
| Michele Banti      | Paolo Gasparini       | Mikula Sándor   |
| Daniele Aloisi     | Roberto Accornero     | Juhász György   |
| Giacomo Rocca      | Angelo Sorino         | Csőre Gábor     |
| Carmelo Russo      | Massimiliano Virgilii | Szokol Péter    |
| Giulio Antonangeli | Maurizio Rapotec      |                 |
| Roberto Rocca      | Francesco Lodolo      |                 |
| Andrea Fait        | Daniele Petruccioli   |                 |
| Francesca Mariani  | Veronica Pivetti      | Spilák Klára    |
| Benedetto Diveri   | Giancarlo Giannini    |                 |